# Іванов Владислав Олександрович
Владислав Олександрович Іванов (ест. Vladislav Ivanov / рос. Владислав Александрович Иванов; нар. 24 січня 1986, Нарва, Естонська РСР) — естонський та російський футболіст, півзахисник та нападник.

## Життєпис
У 2003 році розпочав кар'єру в естонському клубі «Нарва-Транс». У 2008 році орендований «Карпатами», але за клуб так і не зіграв жодного офіційного матчу. У 2009 році став чемпіоном Естонії в складі «Левадії». У 2010 році перейшов у грецький «Астерас» з Триполі, але, не провів за команду жодного матчу, й у 2011 році відданий в оренду «Іліуполі», після чого перейшов у московське «Торпедо». У 2012 році з 23 забитими м'ячами став найкращим бомбардиром чемпіонату Естонії. 27 лютого 2013 року підписав контракт з клубом «Промінь-Енергія». У 2014 році виступав на позиції нападника за естонський клуб «Левадія», в кінці серпня залишив клуб. У тому сезоні чемпіонату Естонії Іванов став найкращим бомбардиром в клубі і забив 19 м'ячів.
У березні 2016 року повернувся до естонський клуб «Нарва-Транс» і підписав контракт на один рік. У липні цього ж року перейшов у клуб «Ярве».

## Досягнення

### Командні
- Мейстріліга
  -  Чемпіон (1): 2009
  -  Срібний призер (2): 2006, 2010

- Кубок Естонії
  -  Володар (1): 2009/10
  -  Фіналіст (1): 2006/07

- Суперкубок Естонії
  -  Володар (2): 2007, 2010

- Другий дивізіон Росії
  -  Чемпіон (1): 2012/13 (зона «Схід»)

### Індивудальні
- Найкращий бомбардир чемпіонату Естонії: 2012